# Crema (color)

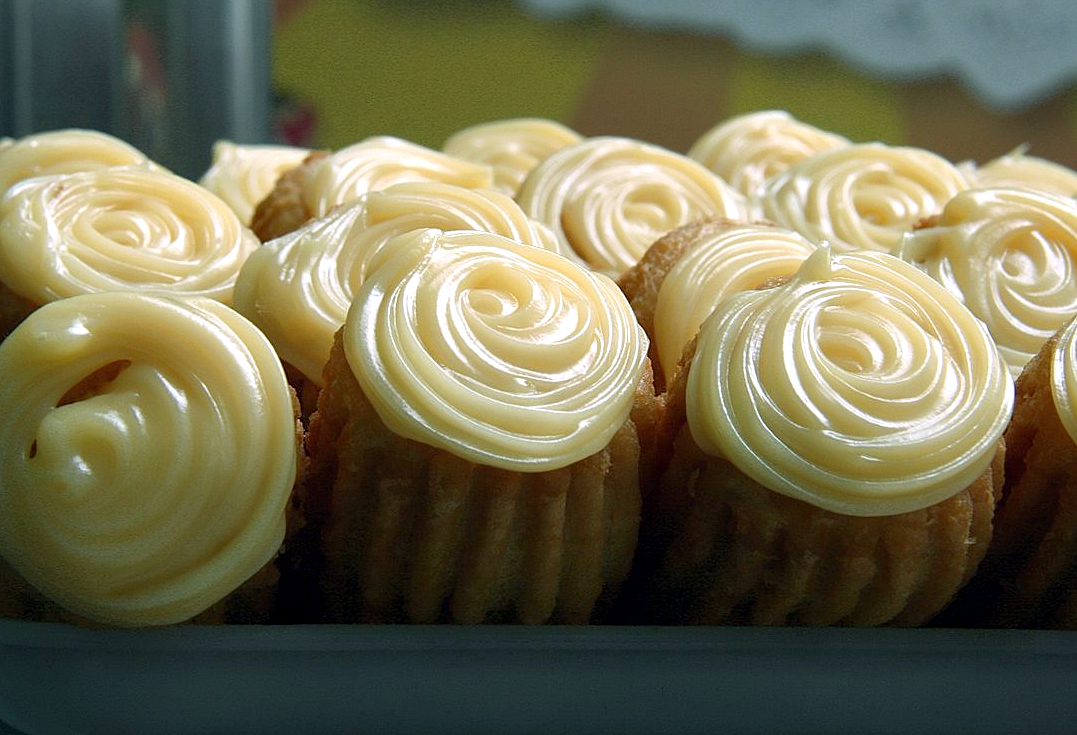
Churros rellenos con crema pastelera

El crema (del francés crème), llamado también amarillo crema, es un color amarillo anaranjado muy claro y de saturación débil, similar al de la crema pastelera. 
A los colores similares al crema se los denomina cremosos.
Este color está comprendido en los acervos iconolingüísticos tradicionales de la cultura europea en general y francesa en particular.  Otros ejemplos del color crema:
|            | Crema             | Crema              |
| HTML       | #F8DE7E           | #FFFDD0            |
| RGB        | (248, 222, 129)   | (255, 253, 208)    |
| HSV        | (47°, 49 %, 97 %) | (57°, 18 %, 100 %) |
| Referencia | [ 4 ]             | [ 5 ]              |

## Usos

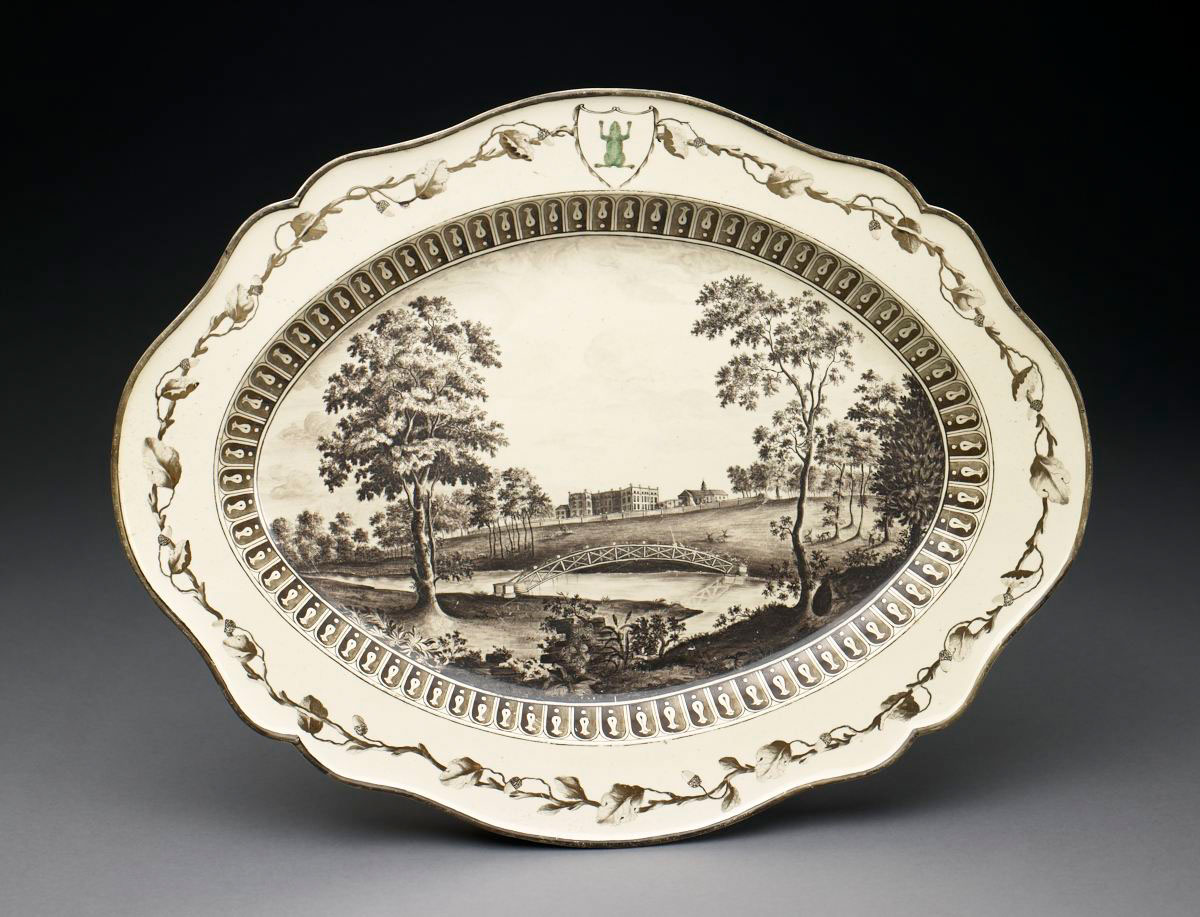
Bandeja de «loza color crema» de Josiah Wedgwood, con decoraciones en esmalte. Inglaterra, 1773–1774.

A partir de la segunda mitad del siglo XVIII, gracias a una técnica desarrollada por ceramistas como T. Astbury, T.G. Booth y J. Wedgwood, distintas fábricas de cerámica europeas elaboraron lozas de coloración cremosa que se conocen como lozas color crema.

## Coloraciones similares
| Nombre                         | Muestra | Cod. Hex. | RGB | RGB | RGB | HSV | HSV | HSV  |
| ------------------------------ | ------- | --------- | --- | --- | --- | --- | --- | ---- |
| Crema, marfil, vainilla o beis |         | #F3E5AB   | 243 | 229 | 171 | 48° | 30% | 95%  |
| Crema o jazmín                 |         | #F8DE7E   | 248 | 222 | 126 | 47° | 49% | 97%  |
| Amarillo chino                 |         | #FADA5E   | 250 | 218 | 94  | 48° | 62% | 98%  |
| Amarillo Nápoles claro         |         | #FFF6AD   | 255 | 246 | 173 | 53° | 32% | 100% |
| Arena                          |         | #ECE2C6   | 236 | 226 | 198 | 44° | 16% | 93%  |
| Durazno                        |         | #FFE5B4   | 255 | 229 | 180 | 40° | 29% | 100% |
| Maíz                           |         | #FBEC5D   | 251 | 236 | 93  | 54° | 63% | 98%  |

### Colores webrelacionados
| Nombre                | Nombre HTML          | Código hex R G B | Código decimal R G B |
| --------------------- | -------------------- | ---------------- | -------------------- |
| Colores cremas        |                      |                  |                      |
| Amarillo claro        | LightYellow          | FFFFE0           | 255 255 224          |
| Chifón de limón       | LemonChiffon         | FFFACD           | 255 250 205          |
| Amarillo dorado claro | LightGoldenrodYellow | FAFAD2           | 250 250 210          |
| Papaya látigo         | PapayaWhip           | FFEFD5           | 255 239 213          |
| Barbas de maíz        | Cornsilk             | FFF8DC           | 255 248 220          |
| Almendra pálido       | BlanchedAlmond       | FFEBCD           | 255 235 205          |
| Crema de mariscos     | Bisque               | FFE4C4           | 255 228 196          |
| Blanco navajo         | NavajoWhite          | FFDEAD           | 255 222 173          |
| Trigo                 | Wheat                | F5DEB3           | 245 222 179          |
| Mocasín               | Moccasin             | FFE4B5           | 255 228 181          |
| Hojaldre de durazno   | PeachPuff            | FFDAB9           | 255 218 185          |
| Dorado pálido         | PaleGoldenrod        | EEE8AA           | 238 232 170          |
| Caqui                 | Khaki                | F0E68C           | 240 230 140          |

## Galería

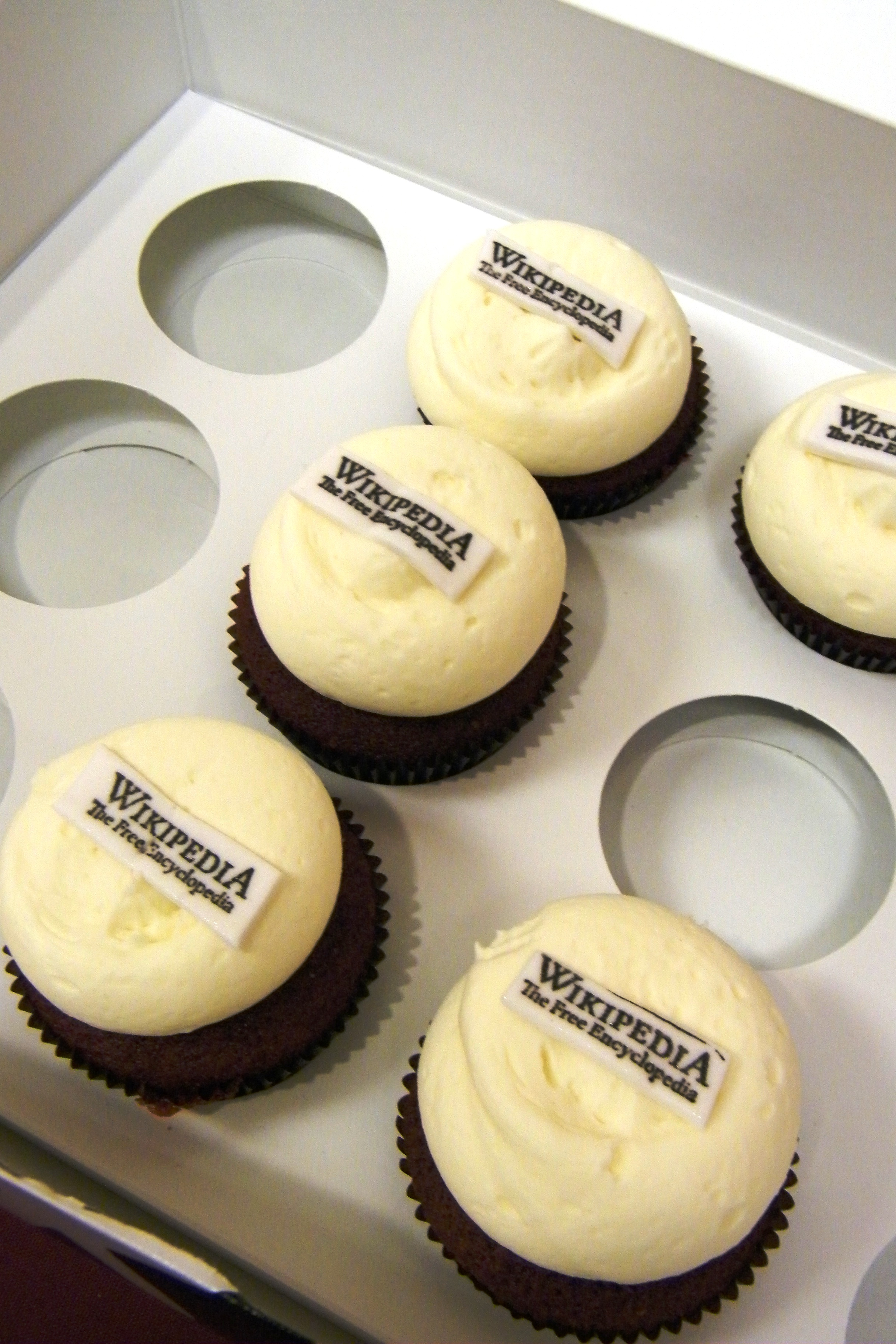
Cupcakes
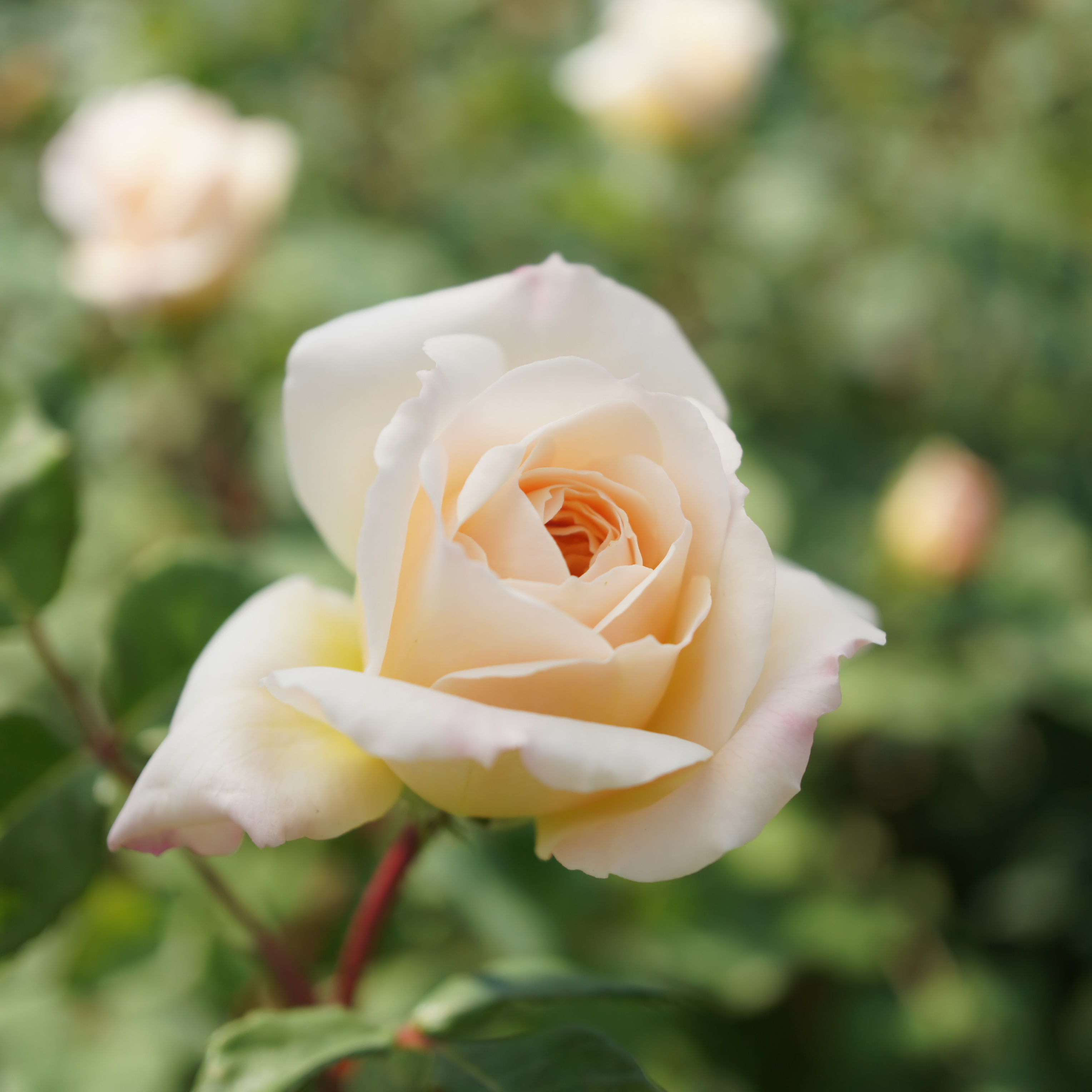
Rosa color crema
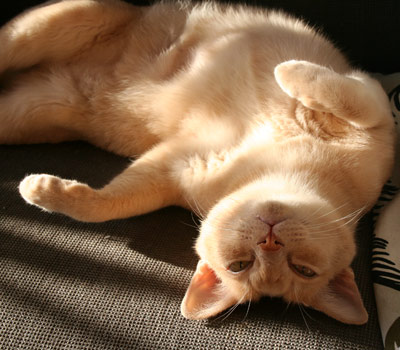
Gato burmés
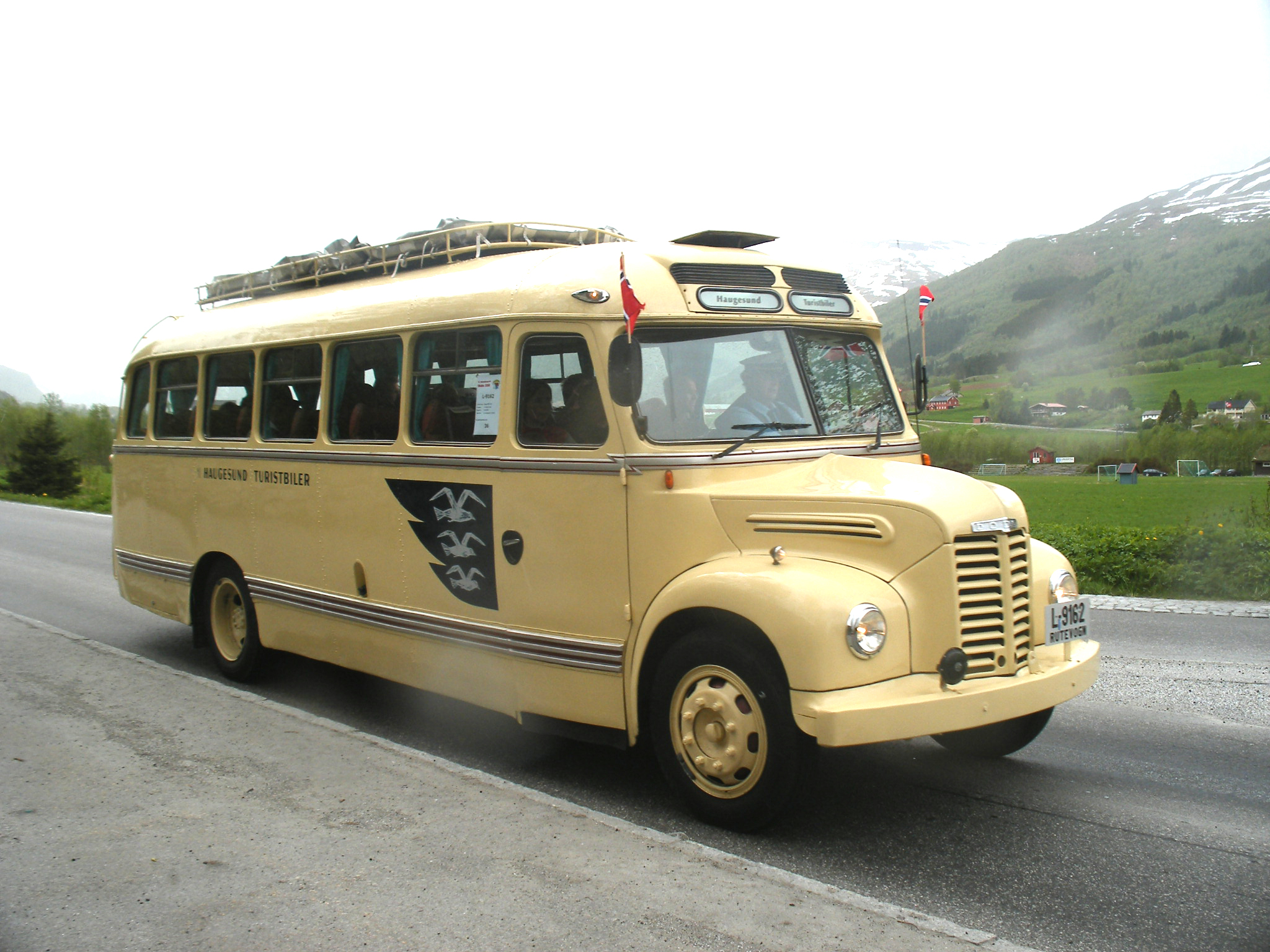
Viejo bus noruego
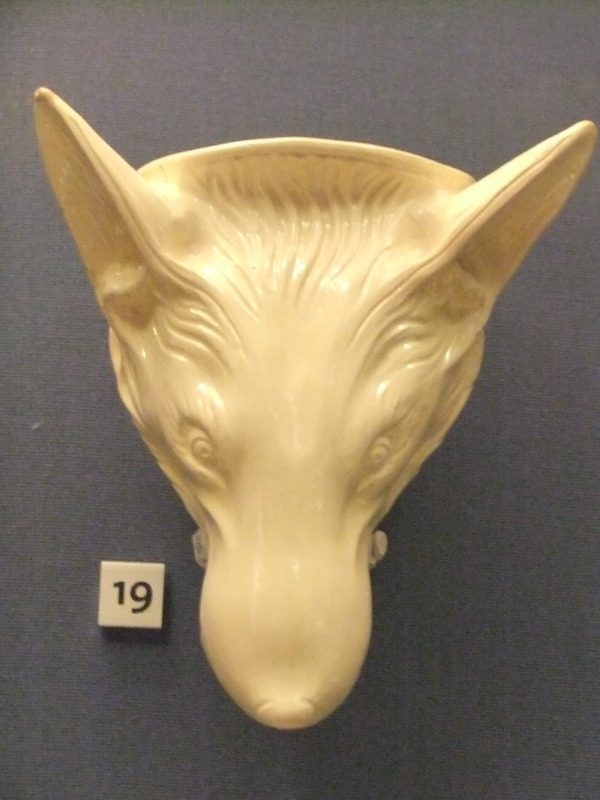
Arte en porcelana
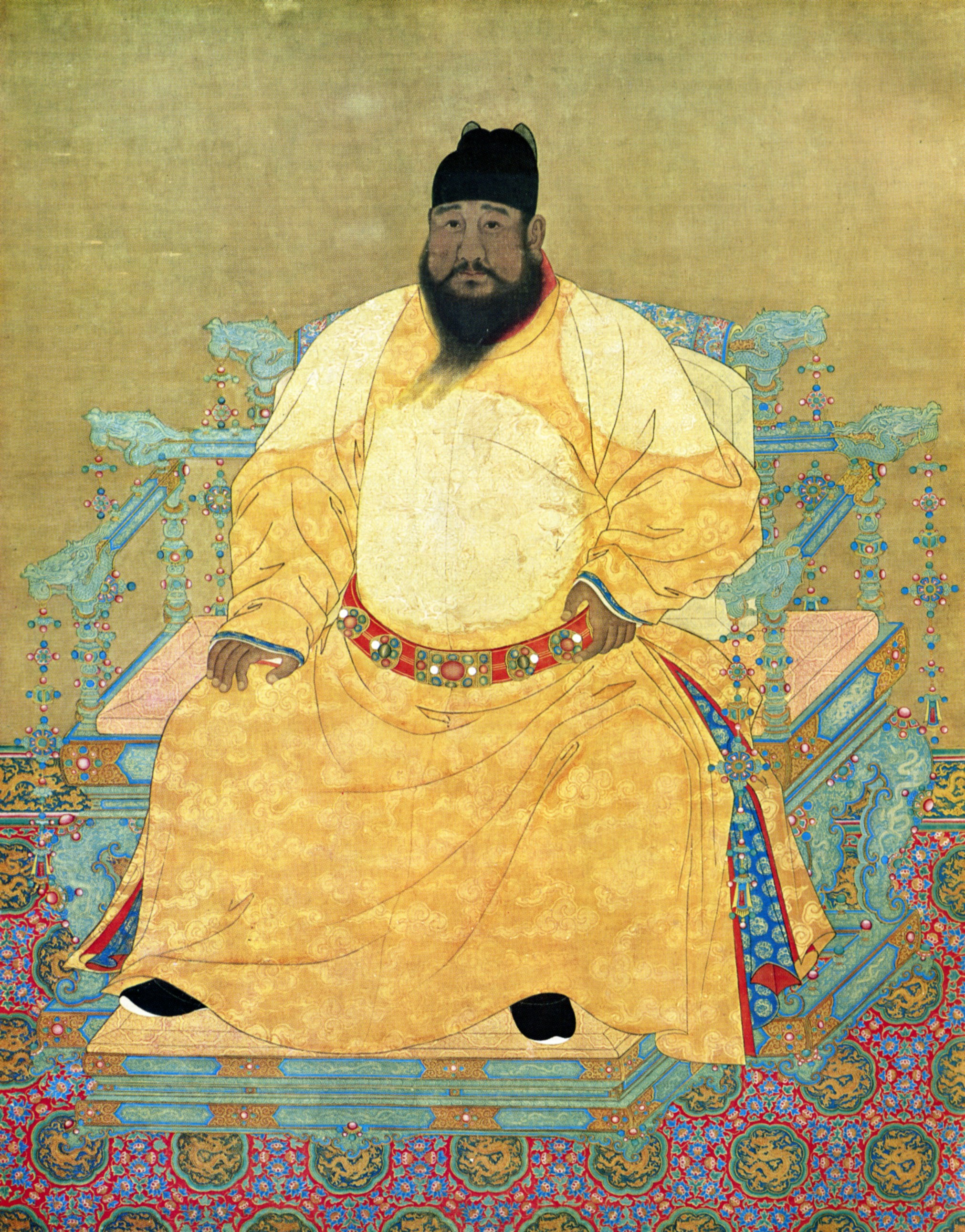
Retrato en amarillo chino, también llamado amarillo real o imperial
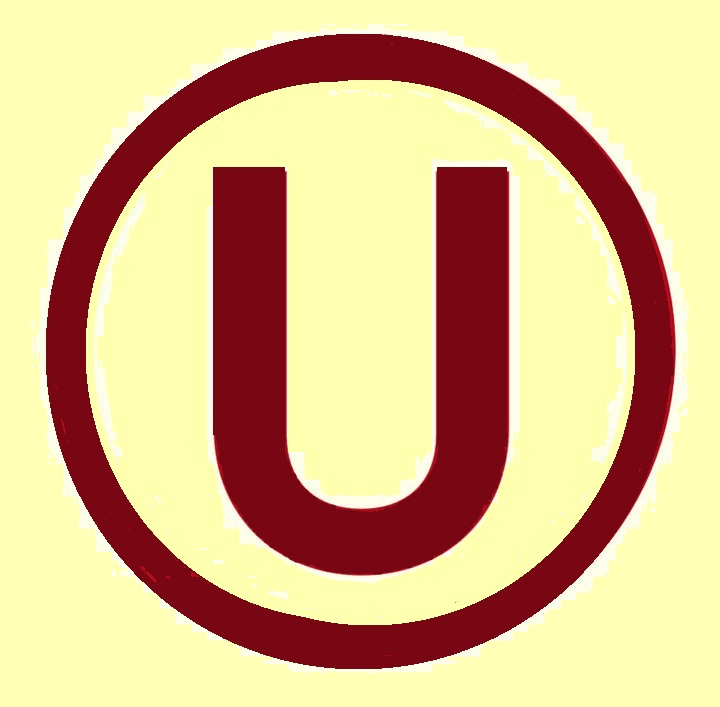
Club Universitario de Deportes (Perú), llamados "cremas"
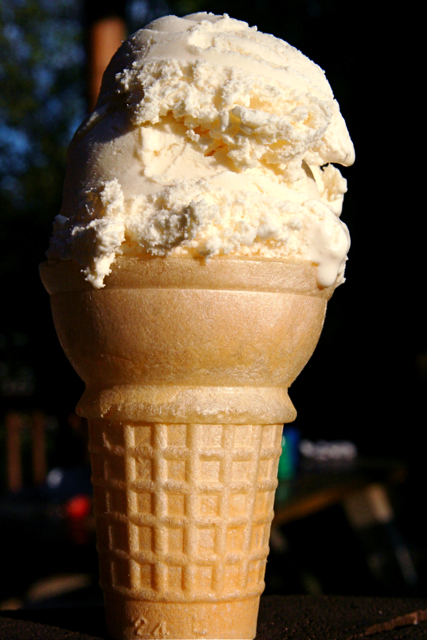
Helado de vainilla
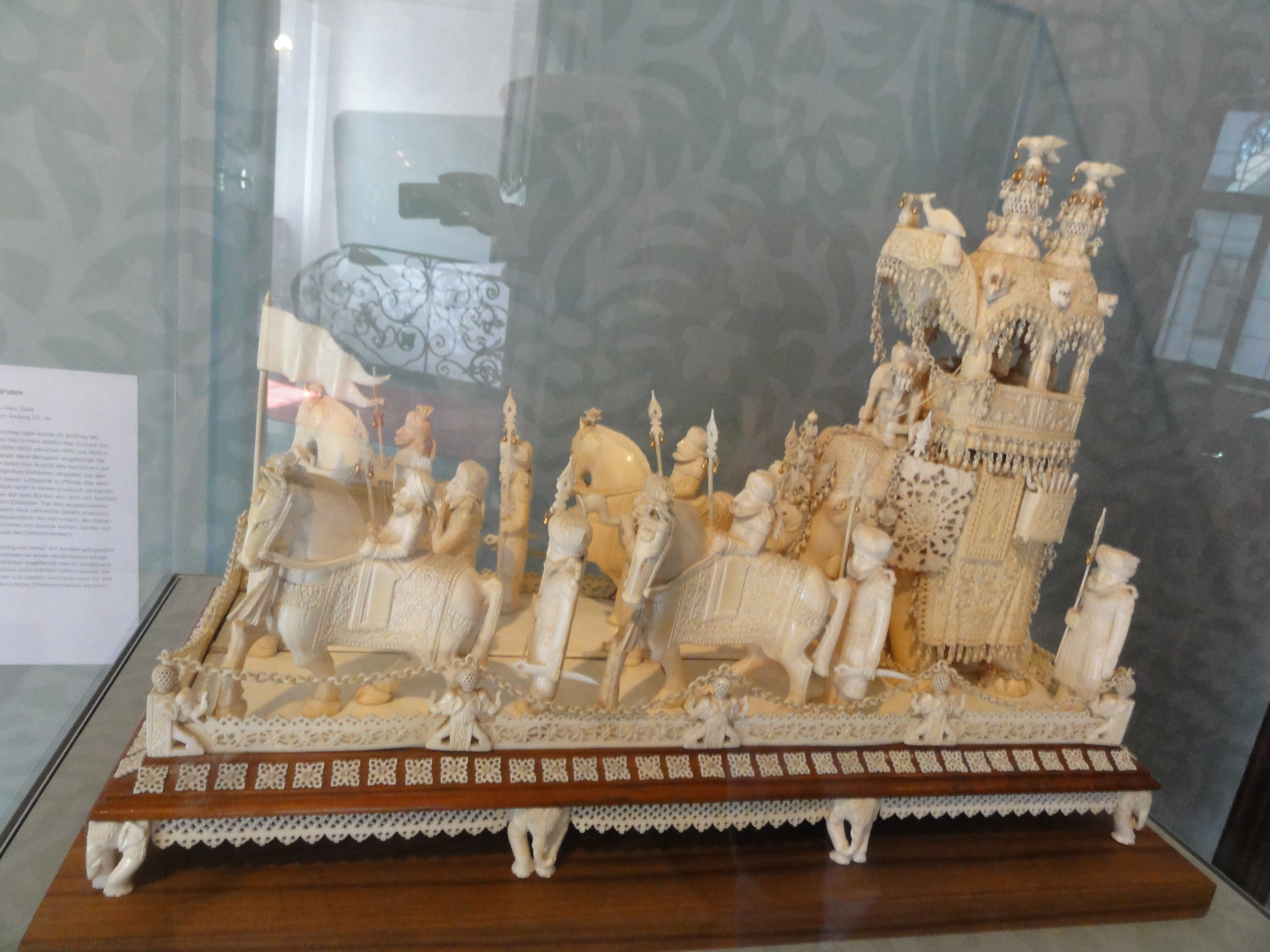
Arte bengalí en variado marfil
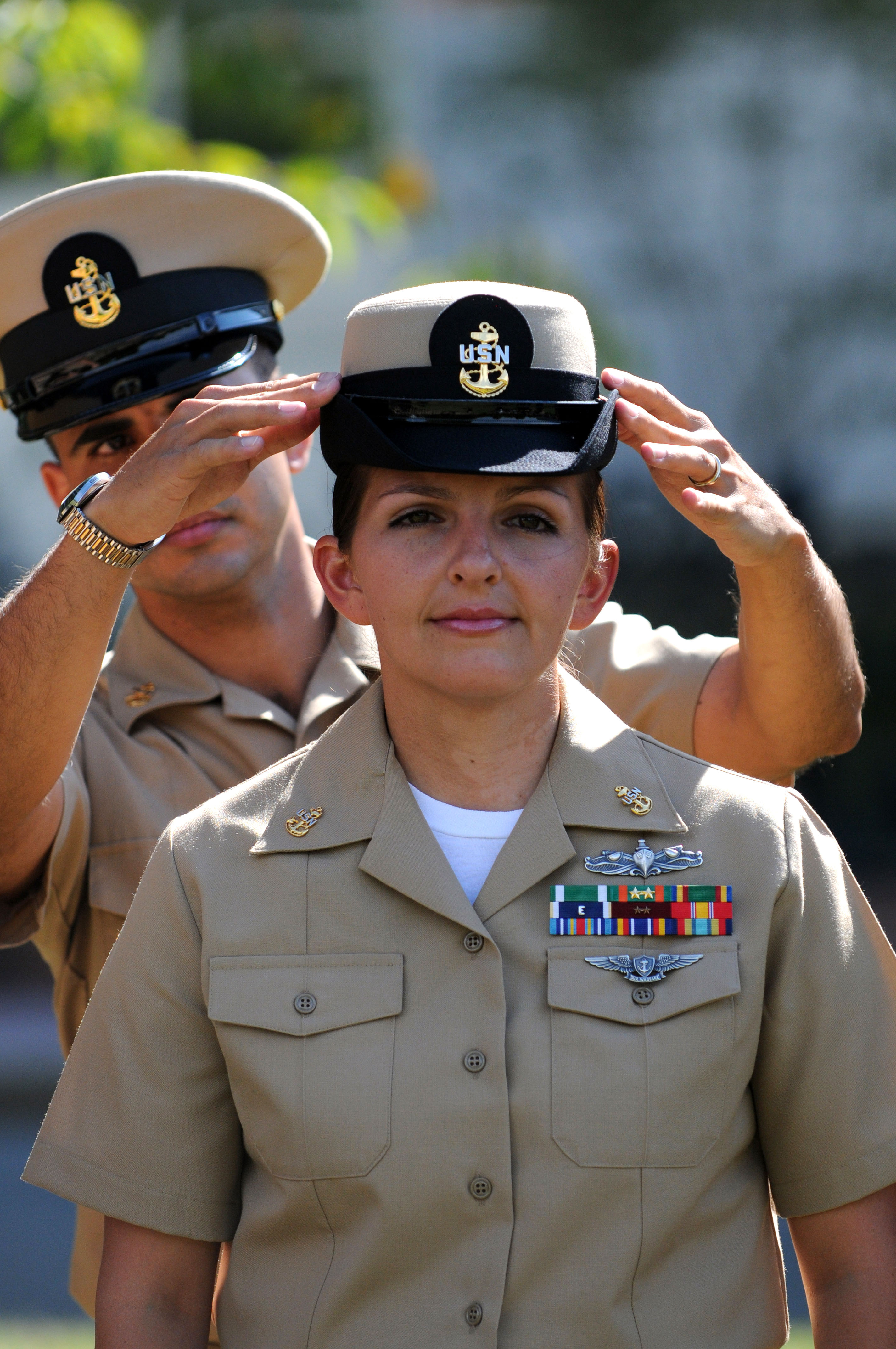
Uniforme beis de la marina estadounidense
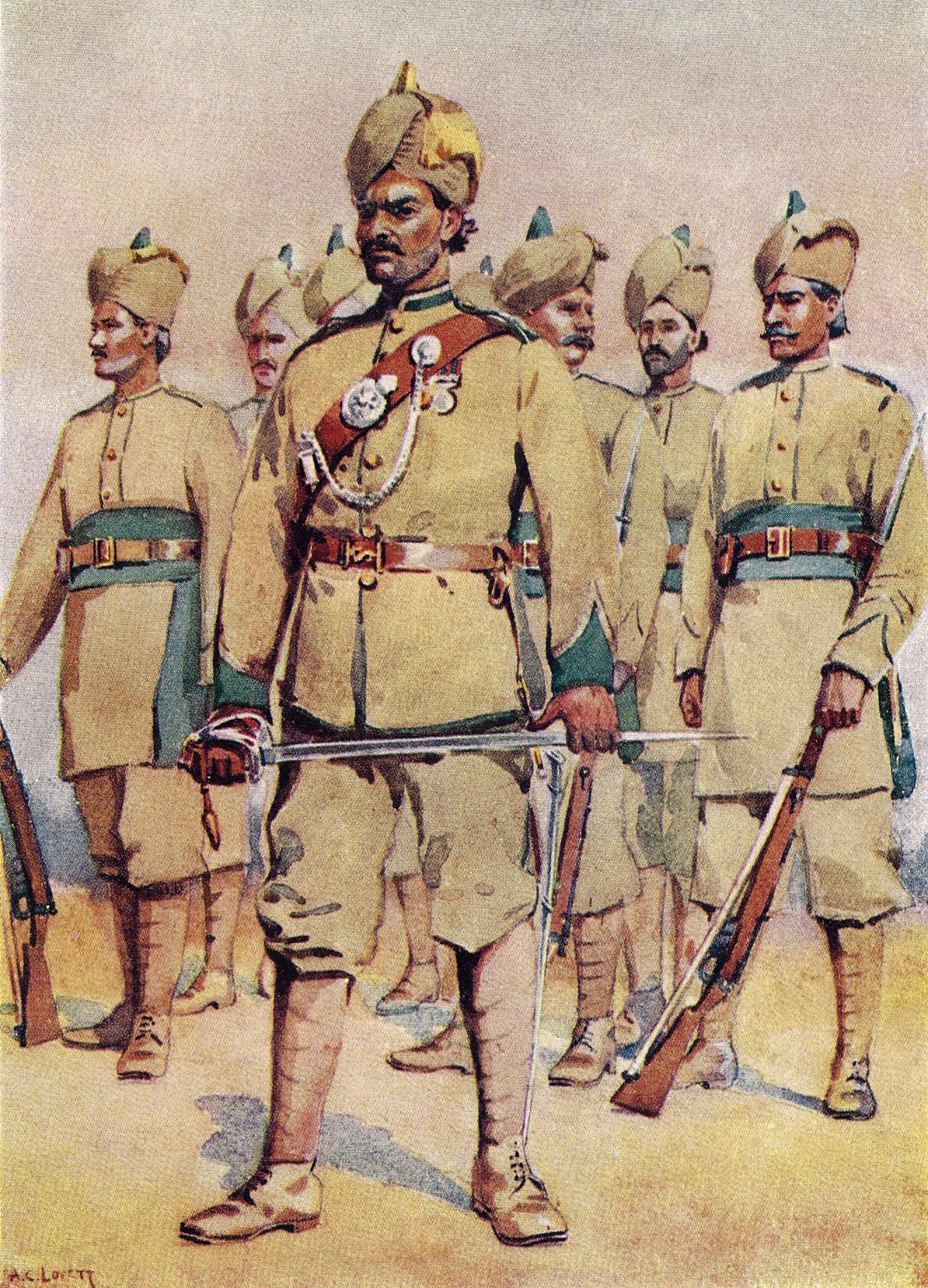
Uniforme caqui panyabí